# Chamaexeros longicaulis
Chamaexeros longicaulis là một loài thực vật có hoa trong họ Măng tây. Loài này được T.D.Macfarl. mô tả khoa học đầu tiên năm 1994.